# Gentianella ramosa
Gentiane rameuse, Gentiane ramifiée
Espèce
La Gentiane rameuse ou Gentiane ramifiée (Gentianella ramosa) est une espèce de plantes de la famille des Gentianacées.